# Gever
Gever is een buurtschap  in de gemeente Oisterwijk in de Nederlandse provincie Noord-Brabant. Het ligt ten noorden van de Oisterwijksedreef en ten oosten van de Oisterwijkseweg, de weg tussen Haaren en Oisterwijk.

## Geschiedenis
Tot en met 31 december 2020 behoorde Gever tot de gemeente Haaren die met een gemeentelijke herindeling werd opgeheven.

## Geografie
Op een steenworp afstand stroomt een riviertje dat Nemer heet.
Dorpen: Haaren · Moergestel · Oisterwijk

Buurtschappen en gehuchten: Belvert · Broekzijde · De Logt · Gever · Heesakker · Heikant · Heiligeboom · Heukelom · Heuvelstraat · Hild · Kerkeind · Laag-Heukelom · Noenes · Raam · Stokske · Oisterwijkse Hoeven · Vinkenberg · Zelt

Noord-Brabant: Steden en dorpen      Nederland: Provincies · Gemeenten